# Territoire de Belfort
Territoire de Belfort (v překladu „Území Belfortu“) je francouzský departement na severovýchodě země v regionu Burgundsko-Franche-Comté, historicky náležející k Alsasku. Je pojmenován podle svého střediska, města Belfort. Poštovní směrovací číslo a číslo kódu INSEE začíná číslem 90.

## Charakteristika
Departement Belfort je tvořen jedním arrondissementem a dále se člení na 15 kantonů a 102 obcí. Sousedí na západě s departementem Haute-Saône, na jihozápadě Doubs, na východě Haut-Rhin a na severu velmi krátce Vosges. Na jihovýchodě hraničí se Švýcarskem (kanton Jura).

## Správní členění
| Správní obvod (Arrondisement) Belfort se člení na 15 kantonů: - Beaucourt (Be) - Belfort-Centre (BF) - Belfort-Est (BF) - Belfort-Nord (BF) - Belfort-Ouest (BF) - Belfort-Sud (BF) - Châtenois-les-Forges (Ch) - Danjoutin (Da) - Delle (De) - Fontaine (F) - Giromagny (Gi) - Grandvillars (Gr) - Offemont (O) - Rougemont-le-Château (R) - Valdoie (V) | Poloha |

## Geografie

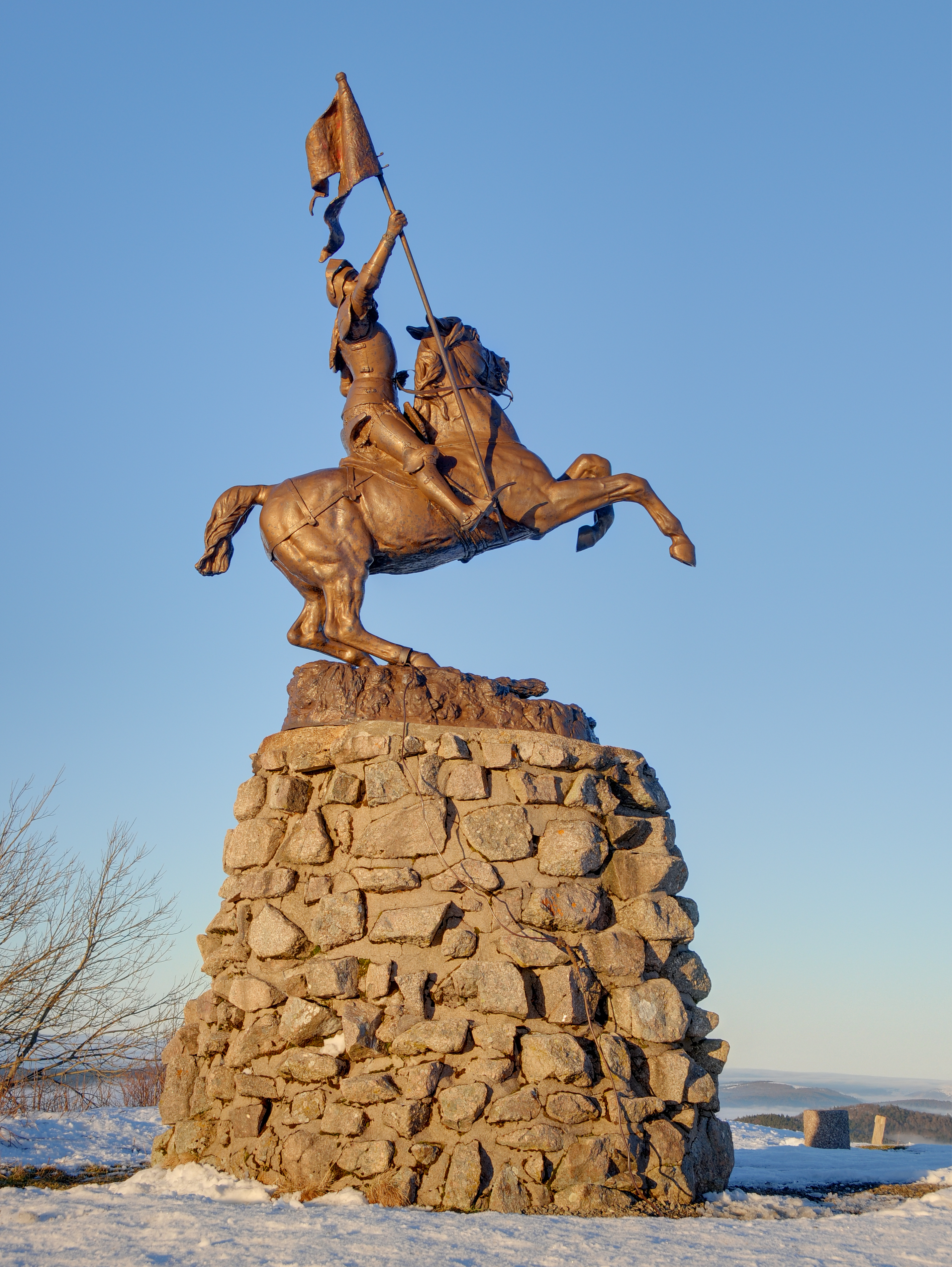
Socha Jany z Arku na vrcholu Ballon d'Alsace

Territoire de Belfort patří s rozlohou 609 km² a necelými sto padesáti tisíci obyvateli k nejmenším a nejméně lidnatým departementům Francie (menší rozlohu mají jen departementy v aglomeraci Paříže). Strategicky významné území leží napříč Burgundskou branou, což je od pravěku významná dopravní spojnice mezi střední a (jiho)západní Evropou. Ze severu ji ohraničují Vogézy, z jihu Jura. Územím vede železnice Dijon–Mulhouse a další tratě, dálnice A36 (E60) a také plavební kanál Rhôna–Rýn. Nejvyšší horou departementu je Ballon d'Alsace (1247 m) na severním okraji, největším jezerem je Malsaucy (55 hektarů), známé také jako dějiště významného hudebního festivalu Eurockéennes. Více než třetina obyvatel žije v hlavním městě Belfortu.

## Historie

Mapa německého záboru Alsaska a Lotrinska

Do roku 1871 bylo území součástí departementu Haut-Rhin v Alsasku. Když Frankfurtská smlouva nařídila Francii po prohrané prusko-francouzské válce odstoupení Alsaska nově vzniklému Německému císařství, místní politik Émile Keller vyjednal pro okolí Belfortu výjimku vzhledem k převaze francouzsky mluvícího obyvatelstva a k tomu, že velitel Pierre Philippe Denfert-Rochereau dokázal belfortskou pevnost před Němci ubránit. Territoire de Belfort se stalo v rámci francouzského státu zvláštní správní jednotkou, která se po navrácení Alsaska Francii po první světové válce k němu již nepřipojila a v roce 1922 byla ustanovena řádným departementem s číslem 90. Obyvatelé území se nazývají Terrifortains.

## Ekonomika
V Belfortu sídlí důležitá strojírenská továrna firmy Alstom. Medián disponibilního příjmu činí v departementu 18 801 euro na osobu a rok, což je mírně pod celostátním průměrem.